# Хлорид таллия(I)
Хлори́д та́ллия(I) (монохлори́д та́ллия) — бинарное неорганическое соединение, соль металла таллия и соляной кислоты с формулой TlCl, бесцветные кристаллы, плохо растворимые в воде.

## Получение
- Непосредственное взаимодействие элементов:

{\displaystyle {\mathsf {2Tl+Cl_{2}\ {\xrightarrow {120-150^{o}C}}\ 2TlCl}}}
- Действием соляной кислоты на оксид, гидроксид или карбонат таллия:

{\displaystyle {\mathsf {Tl_{2}O+2HCl\ {\xrightarrow {}}\ 2TlCl\downarrow +H_{2}O}}}
{\displaystyle {\mathsf {TlOH+HCl\ {\xrightarrow {}}\ TlCl\downarrow +H_{2}O}}}
{\displaystyle {\mathsf {Tl_{2}CO_{3}+2HCl\ {\xrightarrow {}}\ 2TlCl\downarrow +CO_{2}\uparrow +H_{2}O}}}
- Обменными реакциями:

{\displaystyle {\mathsf {TlNO_{3}+NaCl\ {\xrightarrow {}}\ TlCl\downarrow +NaNO_{3}}}}

## Физические свойства
Хлорид таллия образует бесцветные кристаллы кубической сингонии, пространственная группа P m3m, параметры ячейки a = 0,38421 нм, Z = 1.

## Химические свойства
- Светочувствительный, под действием света обратимо разлагается:

{\displaystyle {\mathsf {2TlCl\ {\stackrel {\xrightarrow {h\nu }}{\xleftarrow[{\ \ \ }]{}}}\ 2TlCl_{1-x}+xCl_{2}}}}
- Разлагается концентрированной серной кислотой:

{\displaystyle {\mathsf {TlCl+H_{2}SO_{4}\ {\xrightarrow {20-40^{o}C}}\ TlHSO_{4}+HCl\uparrow }}}
- Окисляется концентрированной азотной кислотой:

{\displaystyle {\mathsf {TlCl+5HNO_{3}\ {\xrightarrow {}}\ Tl(NO_{3})_{3}+2NO_{2}\uparrow +HCl+2H_{2}O}}}
- и хлором:

{\displaystyle {\mathsf {TlCl+Cl_{2}\ {\xrightarrow {}}\ TlCl_{3}}}}
- Восстанавливается при нагревании водородом:

{\displaystyle {\mathsf {2TlCl+H_{2}\ {\xrightarrow {650^{o}C}}\ 2Tl+2HCl}}}

## Применение
- Монокристаллы хлорида таллия используются в оптических элементах для приборов ИК-техники, акустооптики, лазерной техники, как заготовки для получения волоконных световодов.

## Токсичность
Как и сам таллий и все соли таллия, хлорид таллия (I) является ядовитым.